# Naish (district)
Pour les articles homonymes, voir Naish.
Naish est un district montagneux en Afghanistan situé dans le nord de la province de Kandahâr. Il faisait anciennement partie de la province d'Oruzgan. Il partage ses frontières ouest, nord et est avec la province d'Oruzgan et sa frontière sud avec les districts de Shah Wali Kot, de Khakrez et de Ghorak. La population du district était de 11 800 habitants en 2006. Le centre administratif du district est le village de Naish situé en son centre.

## Crédit d’auteurs
- (en) Cet article est partiellement ou en totalité issu de l’article de Wikipédia en anglais intitulé « Naish District » (voir la liste des auteurs).